# Amrein Tamásné Miskolczi Boglárka
Amrein Tamásné Miskolczi Boglárka (Mohács, 1988. június 10. –) szociológus, kertészmérnök, ökoszisztéma-kutató, a madár-ember kooperációs termelési rendszer kifejlesztője, az Európai Unió Éghajlati Paktumának magyarországi nagykövete. Tagja számos nemzetközi természet- és környezetvédelmi szervezetnek, a Magyar Biológiai Társaságnak, kutatásait és természetvédelmi munkáit pedig olyan nemzetközi hálózatok jegyzik, mint a One Planet Network, a Panorama Solutions vagy a UN Decade on Ecosystem Restoration.

## Életútja
Bár fiatalkorában óceánkutató akart lenni, az élet végül a bölcsészettudományok felé terelte. Három diplomát szerzett a Pécsi Tudományegyetemen: társadalmi tanulmányok, kommunikáció- és médiatudomány, illetve szociológia szakon. A pécsi Neveléstudományi Doktori Iskola hallgatója lett, majd első gyermeke születésekor felfüggesztette doktori tanulmányait, és családjával egy kis vidéki faluba, Romonyára költözött. A vidéki élet újra a természettudományok felé terelte: először az ökológiai gazdálkodással, majd az ornitológia világával ismerkedett meg, miközben családja segítségével felépítette saját vegyszermentes gazdaságát, amiben egy kiterjedt madárodútelep is helyet kapott.
Az évek alatt folyamatosan képezte magát: a Magyar Agrár- és Élettudományi Egyetemen ökológia és természetvédelem szakirányon kitüntetett jeles minősítésű oklevéllel végezte el a kertészmérnök képzést, miközben olyan neves intézmények képzésein vett részt, mint az American Museum of Natural History, a The University of Western Australia és a The Cornell Lab of Ornithology. Részt vett az ENSZ Fejlesztési Programjának (UNDP) számos képzésén is, és bizonyítványt szerzett olyan szakmai tudásanyagokból, mint a fenntartható fogyasztás és termelés, az ökoszisztéma-helyreállítás és a természetalapú termelési rendszerek. Ornitológiai ismereteit a Szegedi Tudományegyetemen alapozta meg, majd több külföldi szakképzésen is részt vett- többek között az Aquila A-Life Madarak és távvezetékek környezetvédelmi szektor képzésén is.
A terepen végzett munkáját elméleti tudásával ötvözve közel egy évtized alatt kifejlesztette a madarak és emberek közötti együttműködési rendszerek modelljét, ami a mezőgazdasági termelés és a kertművelés egy teljesen új szemléletű gyakorlatát hivatott szolgálni: egy olyan kölcsönös hasznon alapuló együttműködési rendszert, amiben egyszerre valósulhat meg a természet védelme, az ökoszisztéma helyreállítása és az élelmiszertermelés fenntarthatósága. Kooperációs modellje a Bird-Human Cooperation System nevet kapta.

## Munkássága
A madarak és emberek közötti együttműködési rendszerek elkötelezett híveként számos nemzetközi együttműködésnek és ökoszisztéma-helyreállítási projektnek aktív résztvevője, a saját gazdaságában felépített Ecological Farm and Bird-Nest Box Station vezetője, kutatóként és szakértőként tevékenykedik- emellett rendszeresen tart környezeti nevelés foglalkozásokat a fiatalabb generációk számára. A madár-ember kooperációs rendszerhez kapcsolódó angol nyelvű alapozó képzése elérhető a The Open University oldalán.
A tudományos munka mellett kiemelten fontosnak tartja a társadalmi szemléletformálást, ezért állandó szerzője Borbás Marcsi Egy.hu online magazinjának, és rendszeresen jelennek meg írásai olyan nemzetközi lapokban, mint az Ubuntu magazine, a Conservation Optimism vagy a Youth4Nature. Az általa tervezett kooperációs kertekkel számos nevelési- és oktatási intézményben találkozhatunk: Lélegző Liget című pályázatában országszerte 19 közösség kapott lehetőséget egy komplex szemléletű természetes élettér kialakítására.
A Magyar Madártani- és Természetvédelmi Egyesület tagja, önkéntese, és az egyesület folyóiratának, a Madártávlat magazinnak vendégszerzője. 2023 óta a kanadai Feather Friendly madárütközésvédelmi rendszerének hivatalos magyarországi természetvédelmi partnere, az antropogén világ madarakra gyakorolt hatásainak elkötelezett kutatója.
A madár-ember kooperációs termelési rendszer kutatásai során több közösségi tudományos projektet is megvalósított, melynek köszönhetően tagja az Európai Polgári Tudományok Egyesületének (European Citizen Science Association, ECSA), a Biodiverzitás-megfigyelési hálózatnak (Group on Earth Observations Biodiversity Observation Network, GEO BON) és az Észak-Amerikai Környezeti Nevelési Szövetségnek (North American Association for Environmental Education, NAAEE).
2020-ban Baranyában az Év női példaképének választották, 2023-tól pedig munkája és kutatásai mellett az Európai Klímaegyezmény magyarországi nagyköveteként is igyekszik mindent megtenni egy élhetőbb jövőért.
Munkája nemzetközi szinten is jelentős: 2024-ben egyike volt annak az öt nőnek, akiket a United Nations Convention to Combat Desertification (UNCCD) 2024-es HerLand kampányában példaképként mutatott be a világnak: "Ezek a rendkívüli nők nemcsak életet lehelnek a földbe, hanem átalakítják közösségeiket és átalakítják világunkat is. A sivatagok virágzó oázissá alakításától az innovatív, fenntartható mezőgazdasági gyakorlatok élére állításáig élő bizonyítékai annak az ellenálló képességnek, erőnek és megingathatatlan elszántságnak, amelyre szükség van egy környezetbarátabb és igazságosabb jövő biztosításához."